# Grimacco
Grimacco (tiếng Slovene: Grmak) là một đô thị ở tỉnh Udine trong vùng Friuli-Venezia Giulia thuộc Ý, có cự ly khoảng 60 km về phía tây bắc của Trieste và khoảng 25 km về phía đông bắc của Udine, ở biên giới với Slovenia. Tại thời điểm ngày 31 tháng 12 năm 2004, đô thị này có dân số 450 người và diện tích là 16,4 km².
Đô thị Grimacco có các frazioni (đơn vị cấp dưới, chủ yếu là các làng) Brida, Canalaz, Clodig, Costne, Dolina, Grimacco Inferiore, Grimacco Superiore, Liessa, Lombai, Plataz, Podlach, Seuza, Slapovicco, Sverinaz, Topolò, và Ville di Mezzo..
Grimacco giáp các đô thị: Kanal ob Soči (Slovenia), Kobarid (Slovenia), Drenchia, San Leonardo, Savogna di Cividale, Stregna.